# Стахий
Стахий (на гръцки: Στάχυς) е епископ на Византион. Паметта му се почита на 4 (17) януари, заедно с паметта на Седемдесетте апостоли, и на 31 октомври (13 ноември).
Свети апостол Андрей Първозвани ръкополага Стах в сан епископ на Византион, който той заема шестнайсет години, от 38 до 54 година, ревностно проповядва Евангелието Христово и обръща езичниците в правата вяра.
За него се предполага, че е упоменат от Свети апостол Павел в Послание към римляните: „Приветствайте Урбан, брат на Христа, и Стах, възлюбения.“
Мощите на апостол Стах, заедно с мощите на апостолите Амплий и Урбан, са пренесени в Константинопол и положени в Пигах.